# Sergent-major régimentaire
Le sergent-major régimentaire est une fonction au sein de plusieurs armées

## Canada
Dans les Forces canadiennes, la nomination d’un sergent-major régimentaire est normalement tenue par un adjudant-chef de l’armée. Toutefois, en raison de la nature intégrée des Forces canadiennes, il n’est pas impossible pour un adjudant-chef de la Force aérienne ou un maître de 1re classe de la Marine d’atteindre ce poste, surtout dans les unités où le personnel des métiers de soutien est élevé; par exemple, un PM1 du Service logistique royal du Canada nommé SMR d’un bataillon de service ou un Adjuc de la Direction des communications et de l’électronique de la Force aérienne nommé au poste dans un régiment de communication.
Les SMR sont généralement considérés comme « SMR » ou « Mr » ou « Ms » par des officiers, et comme « Monsieur » ou « Madame » par des subordonnés (qui ne s’appliquent qu’aux sergents majors régimentaires qui sont des OCM de l’armée ou de la force aérienne; les CPO1 navals sont universellement considérés comme des « chefs », indépendamment des nominations tenues).

## Royaume-Uni
Le sergent-major régimentaire (SMR) est une position occupée par un adjudant de classe 1 dans la British Army, dans les Royal Marines et dans plusieurs armées du Commonwealth par un adjudant, un adjudant-maître ou bien par un  adjudant-chef dans les Forces canadiennes. Une seule personne occupe la position de SMR dans un régiment ou dans un bataillon ; ce qui en fait l'adjudant senior dans les unités avec plus d'un adjudant. Le SMR est le sous-officier le plus senior d'un régiment ou d'un bataillon. Le rôle principal du SMR est de maintenir la norme et la discipline ainsi que de servir de mentor à ses subordonnés, mais aussi aux officiers juniors grâce à son expérience. Il est le conseiller direct du commandant de l'unité. À tenir compte, le SMR est un poste donc n'importe quel récipiendaire soit soldat, caporal, caporal-chef, sergent, adjudant, adjudant-maître, adjudant-chef peut y adhérer. Il n'a besoin que d'être compétent et être un modèle pour ses confrères.

## Australie
Comme la plupart des forces du Commonwealth, un sergent-major régimentaire (RSM) de l’armée australienne est habituellement un adjudant de classe 1 et occupe un poste spécial au sein d’un régiment ou d’un bataillon à titre de conseiller principal sous-officier du commandant de l’unité. Ils sont connus sous le nom de sergent-major régimentaire, qu’il s’agisse d’un régiment ou d’un bataillon. Le RSM a des responsabilités de leadership, de discipline et de bien-être, il gère jusqu’à 650 officiers et soldats, ainsi que l’entretien de leur équipement.
L’adjudant le plus haut niveau de l’armée australienne est nommé sergent-major régimentaire de l’armée.

## Belgique

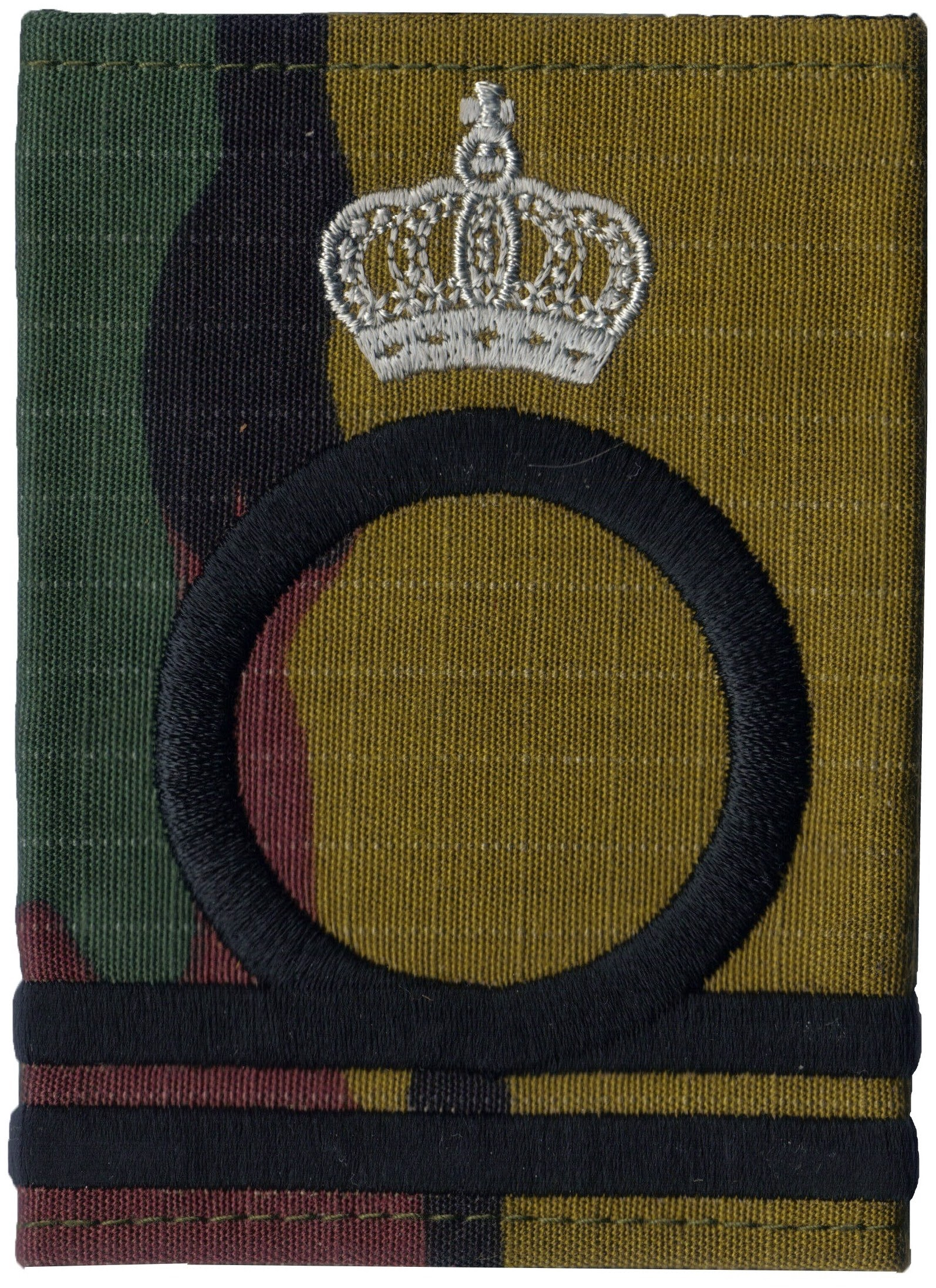
Grade de combat d'Adjudant-chef RSM de la composante maritime de l'Armée belge, pour la tenue Jigsaw

Il existe également un sergent-major régimentaire dans les unités au niveau du corps de l'Armée belge. Ceux-ci sont des adjudants-majors (grade le plus élevé de la hiérarchie des sous-officiers) ou des adjudants-chefs. Toutefois, la fonction est appelée "adjudant de corps" et plus traditionnellement "RSM" (trace du passage de l'Armée belge dans l'organigramme de bataille britannique durant la Seconde Guerre mondiale). Sans pour autant que ce soit de règle, tous sont appelés par le vocable britannique "RSM", aussi bien par tradition que par facilité par toutes les catégories du personnel et dans les deux langues nationales (français et néerlandais).
L'insigne est matérialisé par une grosse couronne argentée au-dessus des grades sur les passants d'épaule ou cette même grosse couronne sur le bas de chaque manche du "Service Dress". Son rôle est identique à celui des sergent-major régimentaire des armées du Commonwealth.

## Annexe